# Aramis Del Real
Aramis Del Real (Remates De Guane, Pinar Del Río, Cuba, en 1913) fue un libretista radial, locutor y empresario cubano.

## Biografía

### Periodo Cubano (1935-1947)
En 1939, Amado Trinidad, acaudalado hacendado villareño, compra la CMHI de Santa Clara con la idea de hacer una programación que se oyera en todo el país. El 20 de mayo de 1939 se realiza la inauguración de la emisora CMHI, Cadena Azul, con la presentación de un relevante programa artístico donde participan la Orquesta Riverside, La Cosmopolita, Cuban Star, Ernesto Lecuona, la agrupación Hnos. Pérez de Santa Clara, los Tríos Galante y Meridiano, los solistas Ignacio Villa (Bola de Nieve), el tenor español Agustín Godoy, las cantantes Sarita Bravo y Celia Abreu, así como el conocido actor Aníbal de Mar, creador del personaje radial Chan Li Po.  
El primer programa que logra colocar en la popularidad fueron los episodios de “Pepe Cortés”, escritos por Aramis del Real y protagonizado por el actor y cantante Vicente Morín quien canta décimas acompañado a la guitarra por el músico Eduardo Saborit Pérez. Fue un programa que se ganó a un amplio sector del pueblo, principalmente a los campesinos que se identificaron con aquel bandido romántico de los campos cubanos, que robaba a los ricos y daba a los pobres, y siempre encuentra un momento para contar sus aventuras en décimas.
El actor y cantante Vicente Morín  estando en la Compañía de José Sanabría, conoció al ex industrial Amado Trinidad, que se había propuesto fundar la CMHI Cadena Azul en Santa Clara.Cuando Amado lo oyó cantar puntos cubanos y guajiras le propuso que fuera el protagonista de Pepe Cortes, una serie episódica, que tenían programada para la apertura de la emisora santaclareña.
Aramís del Real deseaba otro protagonista, pero Amado Trinidad, defendió su proposición de Vicente Morín, porque le parecía que su canto tan cubano se iba a identificar más con el pueblo de Cuba.
Así llegó a la radio uno de sus forjadores Vicente Morín, montado sobre su caballo Relámpago  que también se hizo famoso entre los oyentes del novedoso medio que se oía en gran parte de la isla. Todavía los que eran adolescentes en esa época recuerdan el tema de presentación en la preciosa voz de Vicente Morín:
Yo robo a cualquier hora
Y lo hago con placer
Porque es para proteger
Al que sufre y al que llora,
al que la fiebre devora,
Al que está desesperado.
Al que vive abandonado
En la vida y los excesos,
Para proteger a esos
Yo robo al acaudalado.
Estas décimas las redactaba Miguel Alfonso Pozo "Clavelito", basadas en los escritos de Aramis Del Real, a partir de las tonadas que le indicaba Vicente Morín, y acompañado a la guitarra por Eduardo Saborit Pérez.
El programa se trasmitía de mediodía y desplazó en audiencia al programa que tenía la CMQ en ese horario, lo que provocó que los dueños de CMQ le ofrecieran un jugoso contrato a Vicente Morín y a Aramís del Real para que trajeran su programa para La Habana, Cuba reapareciendo el mismo en la CMQ.
El autor cubano Manolo Sabino en la pag.31 de su libro Papa Cigüeña sustenta lo siguiente "en una Radioemisora que está frente al Parque Vidal, de Santa Clara, se realizó la primera Radionovela de América: Pepe Cortés el Bandolero Romántico"..
Se inicia una guerra de programación entre Amado Trinidad y la CMQ que habría de caracterizar la década del cuarenta del siglo XX cubano.

### Aramis Del Real y su paso por América Central (1948-1955)
Para el 1935 Cuba se convierte en la mayor exportadora para Iberoamérica de LIBRETOS Y GRABACIONES radiales.
Al ocurrir este fenómeno,y haber trabajado con Don Rafael Silvio Peña anteriormente en Cuba, fueron factores determinantes que motivaron al escritor radial cubano a su peregrinaje por la América Central. Aramis Del Real trabajo en los siguientes países: Honduras, San Salvador, Nicaragua, Costa Rica y Venezuela.

#### Honduras (1948)
En una entrevista con el historiador de la radiodifusión Nahúm Valladares transcrita por el Prof. Benny Moncada el 15 de junio de 2013, Valladares comentó que Aramis del Real llegó a Honduras a la ciudad de San Pedro Sula, después que Don Rafael Silvio Peña llegara en el año de 1947, contratado por la Empresa Aérea de Honduras conocida como SAHSA para llevarles su publicidad.
Rafael Silvio Peña, ciudadano de origen cubano llegó a Honduras en 1947 con el propósito de organizar HRQ Radio Suyapa en San Pedro Sula, emisora del coronel Eduardo Galeano ya que en Cuba había laborado en varias emisoras entre ellas: Cadena Oriental de Radio y Oshea de La Habana. Rafael Silvio Peña en la radio HRN de Honduras no fue locutor de planta, pero tuvo un espacio deportivo bajo su conducción, donde colaboraban Milton Beltránd y Carlos Rivera, además organizó el cuadro de comedias SAHSA, en el que actuaron Hermes Bertránd, María Dolores Zelaya y Julio López Fuentes; Calidoscopio Musical también fue otro de los programas dirigidos por el señor Rafael Silvio Peña en Radio América, funda el cuadro de novelas y es a partir de esa época que esta emisora comienza a ser conocida como “LA COMPETENCIA DE H.R.N” y Rafael Silvio Peña contribuiría en gran medida a consolidar este hecho un ejemplo de la interpretación de personajes de algunas novelas cubanas como también mexicanas dobladas en aquel tiempo (ya que en Honduras no existían grabadoras, y los efectos que se utilizaban eran cortinas musicales y en directo) son: “El derecho de nacer ” un drama cubano que conmovió a la sociedad capitalina que fue transmitido a través de Radio América y dirigida por Emilio Díaz y Rafael Silvio Peña, Emilio Díaz, ciudadano de origen cubano, que llegó a Tegucigalpa en la década de los años 50´s para adaptar novelas, algo que ya había llegado a cabo en la ciudad de San Pedro Sula algunos años atrás. Se destacó como director de novelas, fue productor, locutor, libretista, actor radial y animador de programas musicales. En la fecha actual son muchos los profesionales que en diversas áreas reconocen la labor que desempeño en la radio entre 1950 hasta 1959, pero el proceso de superación no se detiene ahí; así cuando la televisión desplaza a las Radio-Novelas, Radio América, promueve su nueva programación y alterna las presentaciones en vivo con Radio Teatros y le entra de lleno a las transmisiones deportivas y radioperiódicos, El show “Pepsi Cola” que Radio América transmitía en su antiguo estudio frente al parque Valle de Tegucigalpa.
Habiendo conocido anteriormente a Rafael Silvio Peña, decidió entonces venir para Honduras, donde llegó precisamente a San Pedro Sula y después se traslada a Tegucigalpa en el año de 1949.Aramis del Real cuando llega a San Pedro Sula tenía unos 38 a 40 años..En ese tiempo llegó aquí Alfredo Arambarry, también cubano.
Aramis del Real trabajo en la emisora que fundó Eduardo Galeano, HRQ, La Voz de Suyapa. Allí trabaja como animador, en programas que se transmitían en vivo. "Era un gran animador Aramis del Real" comento Nahúm Valladares.
Don Nahúm Valladares lo describió como un hombre alto, fornido.En el año de 1954, estuvo trabajando con Edgardo Zuniga en la emisora La Voz del Pueblo.Fue parte de los inicios de la radio en Honduras.
Citando al Prof. Julio César Sandoval de Nicaragua “Aramís del Real trajo el primer Marathón de Radio a Nicaragua Aramís era un cubano pateperro simpático. Martha Cansino y yo, trabajando en Honduras para la Sterling Products, lo conocimos y con él compartimos alegres aventuras de la farándula. Para armar espectáculos era un rayo.
Con Aramís del Real yo hice en Honduras el primer Marathón radial de Centroamérica 1948 y de Nicaragua 1951.
Ayer en Honduras y hoy en Managua, Aramís y yo nos encontramos y montamos en La Voz de la América Central, desde el escenario del Cine Ruiz, el primer Marathón de Radio Nicaragüense. Puro estilo cubano. Sin cadena de emisoras ni petición de nada: se buscan patrocinadores suficientes (más lo que luego abundan en el momento) y se abren solemnemente las transmisiones. Una voz o dos voces solamente comprometidos a hablar sin descanso cien horas consecutivas. Cero música, cero discos: tan sólo las dos voces día y noche hablando. Usted dirá que esto es inaguantable, pero no es cierto: los oyentes tienen al principio, curiosidad y luego, mientras el tiempo avanza, el pueblo se apasiona, se conmueve, se sorprende. Son dos voces, dos locutores, dos hombres (¡o uno sólo!) que están hablando día y noche. No están leyendo, están permanentemente improvisando... sobre la patria, sobre la gente, sobre la historia, sobre la vida, sobre la muerte,... sobre la moral o las artes.”
Aramis del Real impulsó a mucha gente a trabajar en la radio, como Efrain Lisandro Gonzales, Omar de Jesus García, Manolo Riego.
En el libro "Los locutores en Honduras" del Prof. Juan A. Moncada a "inicios de los años 50, la competencia en radio se hace más profesional debido por una parte, al aumento de estaciones radiodifusoras en el país y por otra, a la inmigración de locutores extranjeros que se incorporan a las emisoras nacionales.
La inmigración de locutores extranjeros dio lugar a la formación de dos estilos de locución: uno mexicano y otro cubano.
El estilo cubano con Rafael Silvio Peña a la cabeza, Emilio Díaz, Ricardo Pedraza Consuegra, Aramis del Real, Alfredo Arambarry y otros. Mientras que por el estilo mexicano desarrollaron José Luis Victoria, Arturo Gómez Mujica, Francisco Moreno Litleton y otros excelentes profesionales del micrófono que vinieron a dejar sus conocimientos.

### San Salvador (1950)
Citando el folleto impreso por la Asociación Salvadoreña de Radiodifusoras (ASDER) en el 1999. Escriben lo siguiente:
" Al inicio de Y.S.A.B.C., instalada en la esquina de la doce Calle poniente y Avenida Cuscatlán, hoy filial de la Y.S.U. en San Miguel.
La Y.S.A.B.C., “La voz Latinoamericana”, fundada en el 1950 fue una estación de radio compuesta por una sociedad integrada por Tono Alfaro, Guillermo Pinto y Boris Eserski.
Para entonces vino al país el cubano Aramis del Real con su nuevo programa Radio Reloj, copia de Radio Habana Cuba, que consistía en que dos locutores transmitían por espacio de seis horas en tres turnos de dos horas por la mañana, tarde y noche, con noticias nacionales, internacionales, chistes, curiosidades, recetas médicas, de cocina y otras, dando la hora cada minuto, incluyendo también anuncios comerciales.
Años después optó esta modalidad la empresa Y.S.J.I., con la diferencia que Radio Reloj lo transmitían en una sola jornada de seis de la mañana a las once de la noche, en la misma forma que la primera. Esta empresa tuvo sus estudios en la esquina formada por la primera avenida norte y primera calle poniente, donde estuvo por mucho tiempo el Supermercado "El Cochinito".
El cubano Aramis del Real y el salvadoreño Joaquín Aparicio, instalaron la primera empresa de grabaciones comerciales Grabaciones "APA"., era bastante rudimentaria. Adquirían las matrices en tamaño de dieciocho pulgadas, siempre en aluminio y con pasta plástica que cortaba el aparato grabador en forma de espiral, quedaba grabado lo deseado en surcos milimétricos para ser reproducidos por la aguja de los "tocadiscos". Por ser la clientela reducida y los costos elevados, dicha grabadora duró poco tiempo."
Para ese mismo periodo de tiempo en nuestra investigación encontramos un documento histórico de la "Broadcasting Stations of The World" (Volume 1955) (page 14 of 78" Indica lo siguiente:
HONDURAS, TEGUCIGALPA HRTV
UNION RADIO HONDURENA RELAYED BY HRTW
MARIETA S DE ALVAREZ
HONDURAS TEGUCIGALPA HRNQ
1954. El gobierno de Honduras le otorga a Marieta S De Álvarez, esposa de Aramis Del Real una licencia de operador de estación de radio.
1954. En una fotografía de archivo del  1954 nos muestra a la cantante cubana Rosita Fornes junto a su esposo Armando Bianchi cuando viaja a Honduras para inaugurar Radio Tegucigalpa y es recibida en el aeropuerto en Geguacigalpa por Aramis Del Real.
2013. La cantante nicaragüense Magda Doña, en una entrevista realizada en Costa Rica el 26 de junio de 2013 por el periodista nicaragüense Pedro Gutierrez Doña expresa lo siguiente: "Conoci al Sr. Aramis Del Real en el año 1954. Tenía fama de representante de artistas. Trabajó con el cantante nicaragüense Luis Mendez y en teatro con los actores Zela Lacayo, José Dibb McConnel, Martha Cansino entre otros.

## Familia
Delia Valdés, fue la primera esposa de Aramis del Real (Aramis Álvarez Pitaluga) con dos hijos: Aramis y Gisela Álvarez Pitaluga. Nietos: Adrián Álvarez, Aramis Álvarez Pedraza, Ailín Álvarez, Ernesto Aramis Álvarez. La segunda esposa de Aramis del Real fue Marieta S De Álvarez, juntos procrearon cuatro hijos:Carlos, Osvaldo, Dora y Chito Álvarez.